# Escuela Nacional Fluvial
La Escuela Nacional Fluvial «Comodoro Antonio Somellera» (ESNF), fundada en 1942 y llamada así desde 1981, es un instituto con sede en Puerto Madero (CABA) y en la órbita de la Dirección General de Educación de la Armada.

## Antecedentes
Creada en 1942 para la capacitación del personal bajo la dependencia del Ministerio de Obras Públicas, pero recién en 1981 adquirió la denominación Escuela Nacional Fluvial pasando a la órbita de la Armada Argentina a través de la Dirección General de Educación de la Armada para la formación de los oficiales fluviales para la Marina Mercante.
El 4 de mayo de 2009 fue formalizada la inauguración por el Ministerio de Defensa de su renovado edificio en Puerto Madero.